# East Tawas
East Tawas é uma cidade localizada no estado americano de Michigan, no Condado de Iosco.

## Demografia
Segundo o censo americano de 2000, a sua população era de 2951 habitantes.
Em 2006, foi estimada uma população de 2826, um decréscimo de 125 (-4.2%).

## Geografia
De acordo com o United States Census Bureau tem uma área de
8,6 km², dos quais 7,4 km² cobertos por terra e 1,2 km² cobertos por água.

## Localidades na vizinhança
O diagrama seguinte representa as localidades num raio de 32 km ao redor de East Tawas.